# Society of Artists of Great Britain
La Society of Artists of Great Britain (« Société des Artistes de Grande-Bretagne ») est une association d'artistes fondée à Londres en 1760 dans le but d'organiser des expositions d'œuvres récentes d'artistes vivants, à l'image du Salon parisien.
Dès le départ, cette nouvelle société fut minée par l'âpre lutte pour son contrôle à laquelle se livrèrent deux architectes en vue, William Chambers et James Paine. Paine triompha mais Chambers utilisa ses liens avec George III pour créer peu après la Royal Academy en 1768.
Cependant, devenant la Incorporated Society of Artists car homologuée en 1765 par le roi, son premier président fut George Lambert, et elle continua d'organiser des expositions jusqu'en 1791, rencontrant toutefois également la rivalité de la Royal Society of Arts, qui se fait appelée la Free Society of Artists  entre 1761 et 1783.
Joshua Kirby en fut le deuxième président de 1768 à 1771.